# Natan Šaransky
Natan Šaransky nebo Natan Šaranský (hebrejsky: נתן שרנסקי‎, rodným jménem Anatolij Borisovič Ščaranskij, rusky: Анатолий Борисович Щаранский; * 20. ledna 1948 Stalino SSSR) je sovětský disident a izraelský politik.

## Biografie
Jeho rodiče jsou židovského původu z Oděsy. Otec byl známy novinář (a amatérský scenárista). Natan se narodil roku 1948 ve městě Doněck (tehdy nazývané Stalino) v Sovětském Svazu (dnes Ukrajina). Vystudoval matematiku na Moskevském fyzikálně technickém institutu. Postupně se zapojil do aktivit sovětské opozice. Spolupracoval s Andrejem Sacharovem a zároveň obhajoval práva sovětských Židů.

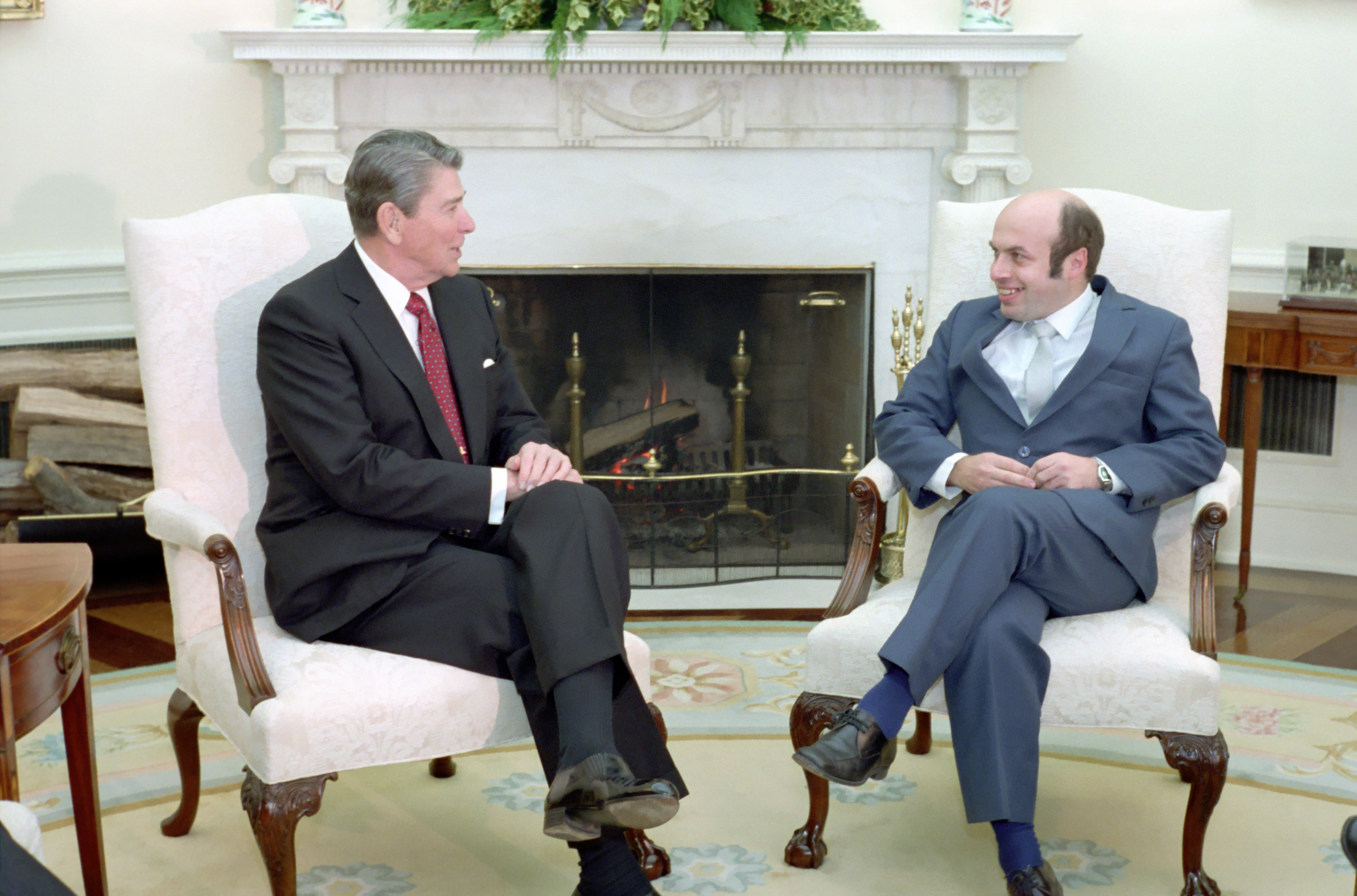
Natan Šaransky a Ronald Reagan na snímku z roku 1986

Roku 1973 požádal o povolení k vycestování do Izraele, ale byl odmítnut. Roku 1977 byl zatčen a o rok později odsouzen za špionáž ve prospěch USA na třináct let. 16 měsíců strávil ve vězení Lefortovo v Moskvě, pak byl přesunut do věznice na Sibiři. Lidé jako on byli označováni v Izraeli jako refusenici nebo „Vězňové Siónu“. Kampaň za jeho propuštění vedla jeho žena Avital Šaransky. V roce 1986 byl propuštěn v rámci výměny mezi východním a západním blokem. Východní blok za něj dosáhl propuštění Čechoslováka Karla Köchera, který byl odsouzen za špionáž v USA. 11. února 1986 dorazil Šaransky do Izraele, kde ho osobně přivítal premiér Šimon Peres. Od roku 1988 předsedal Sionistickému fóru - organizaci zastřešující aktivity sovětských Židů.
Od 90. let 20. století se zapojil do izraelské politiky. Roku 1995 založil stranu Jisra'el ba-alija, která zastupovala zájmy Židů původem ze zemí bývalého SSSR v Izraeli. Ta roku 1996 získala sedm křesel v Knesetu a Šaransky se stal ministrem průmyslu, obchodu a práce. V této funkci setrval do roku 1999. V letech 1999-2000 byl ministrem vnitra. V červenci 2000 rezignoval na svou funkci. Od března 2001 do února 2003 zastával post ministra bydlení a výstavby a zároveň vicepremiéra izraelské vlády. V následujícím období byl ministrem bez portfeje. 2. května 2005 rezignoval na vládní funkce pro svůj nesouhlas s plánem jednostranného stažení podporovaným tehdejším premiérem Arielem Šaronem.
V listopadu 2006 pak rezignoval i na funkci člena Knesetu a stal se předsedou Adelsonova institutu pro strategické studie v Jeruzalému. Od června 2009 do července 2018 byl předsedou Židovské agentury.